# Uckange
Uckange é uma comuna francesa na região administrativa de Grande Leste, no departamento de Mosela. Estende-se por uma área de 5,56 km². Em 2010 a comuna tinha 6 875 habitantes (densidade: 1 236,5 hab./km²).